# SVアイントラハト・トリーア
SVアイントラハト・トリーア（ドイツ語: SV Eintracht Trier 05）は、ドイツの南西部、ラインラント＝プファルツ州の都市トリーアを本拠地とするサッカークラブである。

## 歴史
1905年3月11日、SVトリーア05（SV Trier 05）がエルンスト・ヴェントによって創設された。これがSVアイントラハト・トリーアの起源となった。1948年、同じ地元のクラブであるSVアイントラハト06と合併し、現在のクラブ名であるSVアイントラハト・トリーアとなった。1976年、ブンデスリーガ2部へ昇格を果たすが、1980年代から1990年代にかけてはもっぱら3部（レギオナルリーガ）に在籍した。
1998年には、レギオナルリーガのクラブでありながら、国内のカップ戦（DFB-Pokal）でボルシア・ドルトムントなどを撃破してベスト4にまで残り、地元サポーターを大いに熱狂させた。（準決勝でMSVデュースブルクに敗北。）2002年、ブンデスリーガ2部へ復帰を果たすと、クラブ史上初の7位にまでつけた。しかし、2005年に3部へと降格した。

## タイトル

### 国内タイトル
なし

### 国際タイトル
なし

## 歴代監督
- マルコ・ペッツァイオリ 2006
- マリオ・バスラー 2009–2010

## 歴代所属選手
- ゾラン・マミッチ 2004-2005
- ロビン・コッホ 2004-2005
- 鈴木伸貴 2005-2006
- ケネス・クロンホルム 2009-2010